# Коломцев, Юрий Васильевич
Юрий Васильевич Коломцев (13 января 1941, пос. Новое Леушино, Тейковский район, Ивановская область — 27 июня 2014, Мурманск, Россия) — директор Кольской АЭС (1994—2008), лауреат премии Совета Министров СССР.

## Биография
Родился 13 января 1941 года в посёлке Ново-Леушино Тейковского района Ивановской области.
Окончил Ивановский энергетический институт (1965), специальность «Автоматизация производственных процессов и установок энергетической промышленности». Работал инженером, мастером, заместителем начальника и начальником турбинного цеха Кировской ГРЭС в городе Апатиты Мурманской области.
С 1975 года — на Кольской АЭС: начальник турбинного цеха, начальник ПТО, зам. главного инженера, в 1987—1994 — главный инженер, в 1994—2008 — директор АЭС. Участвовал в пуске 3-го и 4-го энергоблоков (1985).
С 2009 года — главный инспектор Генеральной инспекции концерна «Росэнергоатом».

## Награды
Заслуженный энергетик Российской Федерации, кандидат технических наук, Лауреат премии Совета Министров СССР.
Награждён государственными орденами Дружбы народов (1985), Почёта, За заслуги перед отечеством IV степени и общественными орденами преподобного Сергия Радонежского II степени и «За эффективное партнерство между Россией и Швецией».
Почётный гражданин города Полярные Зори, Почётный гражданин Мурманской области.